# Mallos flavovittatus
Espèce
Synonymes
- Dictyna flavovittata Keyserling, 1881
- Dictyna novempunctata Simon, 1893

Mallos flavovittatus est une espèce d'araignées aranéomorphes de la famille des Dictynidae.

## Distribution
Cette espèce se rencontre au Venezuela et au Pérou.

## Systématique et taxonomie
Pour Bond & Opell, 1997, cette espèce serait une Dictyna.

## Publication originale
- Keyserling, 1881 : Neue Spinnen aus Amerika. II. Verhandlungen der kaiserlich-königlichen zoologisch-botanischen Gesellschaft in Wien, vol. 30, p. 547-582 (texte intégral).